# Women Wage Peace
Women Wage Peace (WWP; נשים עושות שלום Nashim Osot Shalom; نساء يصنعن السلام) ist eine unabhängige, israelische Friedensorganisation, die 2014 als Antwort auf die damalige Eskalation des israelisch-palästinensischen Konfliktes (Gaza-Krieg 2014) gegründet wurde.

## Gründung
Women Wage Peace wurde von israelischen Frauen gegründet, darunter auch die Friedensaktivistin Vivian Silver, hat sich die Bewegung um den Aufbau von Verbindungen zu palästinensischen Frauen bemüht und versucht dabei Frauen und Männer aus vielen anderen Regionen und mit verschiedenem religiösen oder sozialen Hintergrund zu erreichen.
Women Wage Peace wurde inspiriert von ähnlichen Frauenbewegungen in Nordirland und Liberia, wo sich Frauen verschiedener Glaubensrichtungen zusammengeschlossen hatten, um zur Lösung von Gewaltkonflikten beizutragen. Inspiration kam auch von der 1997 gegründeten Vier Mütter Bewegung, die den militärischen Rückzug Israels aus dem Süden Libanon per Hungerstreik erreichte.
Anfang Januar 2024 wurde als Antwort auf den Terrorangriff der Hamas und den israelischen Gegenangriffen in Deutschland eine Unterstützerinnengruppe mit Regionalgruppen in 5 Bundesländern ins Leben gerufen.

## Politische Ausrichtung
Women Wage Peace neuer Ansatz ist es, einen Ansatz von sozialem Wandel anzuwenden, der den israelisch-palästinensischen Konflikt von der Frauensicht her betrachtet und weniger den klassischen politischen Ansatzes des Kampfes verschiedener politischer Lager. Durch seinen formal „unpolitischen“ Ansatz gelingt es Women Wage Peace Frauen aus verschiedenen politischen Lagern und gesellschaftlichen Schichten anzusprechen und die „Zukunft der Kinder“ in den Vordergrund zu stellen.
Die Bewegung nennt zwei Hauptziele:
1. Förderung von Friedensverhandlungen zwischen Israel und der Palästinensischen Autonomiebehörde, ohne sich vorab auf bestimmte Lösungsvorschläge fest zu legen.
2. Drängen auf die Durchsetzung der UN-Resolution 1325, die „die wichtige Rolle der Frauen bei der Prävention und Lösung von Konflikten bekräftigt“.

## Mitglieder
Im Mai 2017 hatte Women Wage Peace mehr als 20.000 Mitglieder und Unterstützer, 2023 bereits 40.000 und wird derzeit als größte und vitalste Friedensorganisation in Israel bezeichnet.

## Aktivitäten

### Demonstrationen und Kampagnen

#### 2015 Israelische Parlamentswahlen
Im März 2015 protestierten Mitglieder der Bewegung vor dem israelischen Parlamentsgebäude in Jerusalem und forderten die Politiker auf, den Friedensgesprächen in den allgemeinen Wahldebatten mehr Priorität einzuräumen.

#### 2015 Gaza-Krieg „Operation Protective Fast“
Im Jahr 2015, vom 8. Juli bis zum 26. August, veranstaltete Women Wage Peace eine kollektive Aktion vor dem Amtssitz des israelischen Premierministers Benjamin Netanyahu ihre symbolische 50-tägige „Operation Protective Fast“ zum Jahrestag der Operation Protective Edge in Gaza im Vorjahr. Etwa 300 Frauen und Männer nahmen daran teil. Anfang September, eine Woche nach dem der Hungerstreik abgeschlossen war, wurden vier Mitglieder der Bewegung zu einem formellen Treffen mit Netanjahu eingeladen, um die Möglichkeit der Wiederaufnahme von Friedensgesprächen mit Palästina zu erörtern.

#### 2016 Marsch für Frieden
Im Oktober 2016 nahmen über 3.000 israelische und palästinensische Frauen an einem Marsch von Nordisrael nach Jerusalem teil, der mit einer Kundgebung vor der offiziellen Residenz von Premierminister Netanyahu abschloss. Unter den Rednern auf der Kundgebung war Leymah Gbowee, eine liberianische Friedensaktivistin und Nobelpreisträgerin, die zur Beendigung des Zweiter Liberianischer Bürgerkrieg beigetragen hatte.
Im März 2017 sagten in Tel Aviv auf einem Empfang zum Internationaler Frauentag mehr als ein Dutzend ausländischer Botschafterinnen ihre Unterstützung für die Bewegung Women Wage Peace zu.
Am 18. Mai 2017 trafen sich Mitglieder von Women Wage Peace in Tel Aviv im Vorfeld des US-Präsidenten. Präsident Donald Trump bei seinem ersten Besuch in Israel und bildete eine Menschenkette mit der Aufschrift „ready for peace“.

### Erziehung und Kultur
Seit 2015 haben wurden über 250 Vorführungen des Dokumentarfilms Pray the Devil Back to Hell organisiert, mit Untertiteln auf Hebräisch, Arabisch und Russisch. Dieser Film erzählt die Geschichte, wie liberianische Frauen unter der Führung der Sozialarbeiterin und Bürgerrechtsaktivistin Leymah Gbowee Jahrzehnte der Gewalt erfolgreich beendeten.
Im Anschluss an den Marsch für den Frieden 2016 führte die kanadisch-israelische Sängerin und Aktivistin Yael Deckelbaum von Habanot Nechama mit Women Wage Peace den Song "Prayer of the Mothers" mit Ausschnitten einer Rede von Gbowee auf. Im Mai 2017 hatte das Musikvideo über 3 Millionen Aufrufe auf YouTube.
Am 13. Mai 2017 gab das israelische Musiknetzwerk Constant Culture bekannt, dass es einen EDM Kompilation Album zur Unterstützung des Friedens produziere. Der gesamte Erlös ging an Women Wage Peace.

### Zusammenarbeit mit der palästinensischen Friedensbewegung
Women Wage Peace arbeiteten mehrfach mit der palästinensischen Organisation Frauen der Sonne.
Ende 2021 und Anfang 2022 arbeiteten beide Gruppen zusammen an der Bildung einer „gemeinsamen Plattform“. Im März 2022 trafen sich Koalitionen aus beiden Gruppen am Strand von Neve Midbar beim Toten Meer für eine Friedenskonferenz.
Am 4. Oktober 2023, nur wenige Tage vor dem Beginn des Angriffs der Hamas auf Israel, organisierten die beiden Gruppen einen Friedensmarsch in Jerusalem, vom Monument der Toleranz zum Bezirksteil Armon Hanatziv und starteten den „Aufruf der Mütter für Frieden“.